# Knightjonesia platyspira
Knightjonesia platyspira är en ringmaskart som först beskrevs av P. Knight-Jones 1978.  Knightjonesia platyspira ingår i släktet Knightjonesia och familjen Serpulidae. Inga underarter finns listade i Catalogue of Life.